# 會津塗
會津塗（日语：／ Aidunuri */?），又稱會津漆器，是日本福島縣會津產的一種漆器，在1975年5月10日獲指定為經濟產業大臣指定傳統的工藝品，也是由福島縣挑選送給2020年夏季奧林匹克運動會相關人員的四種傳統工藝品之一。

## 歷史
寶德年間（1449年-1452年），蘆名盛信便開始鼓勵種植漆樹，去到蘆名盛高的一代，他命人以轆轤去製作塗上紅漆或黑漆的椀、盆和鉢等漆器。天正18年（1590年），蒲生氏鄉入主會津，隨行的還有大量來自近江國的木地師和塗師，當時他們試圖讓漆器工業化，但是結果大多數只停留在日常用品的階段。寬政年間（1789年-1801年）家老田中玄宰從京都招攬金粉、金箔、塗漆、消粉蒔繪的工人，由會津藩親自指導如何製作漆器製作，寬政5年（1793年），會津藩在江戶中橋槙町設置會津物產會所，專門販賣會津的產品，並且在享和年間（1801年-1804年）外銷至長崎。1970年之後，會津塗的出貨金額的最高峰是1983年的163億2千日元，日本泡沫經濟破裂後，出貨金額在東日本大震災發生的2011年下滑至52億日元，2016年則微升至62億日元。

## 風格
天正18年（1590年），蒲生氏鄉入主會津時，將近江的日野椀的製作方法引入了會津。寬永4年（1627年），一位名為海東五兵衛的塗師製作了一個簡單的秀衡椀系統的作品，並且稱之為會津繪。此外，會津塗也受到淨法寺椀和正法寺椀的影響，其特色在於不同形狀的會津塗均能夠與蒔繪融為一體。，在手法上以消粉蒔繪和沈金較為著名，尤其前者屬於會津塗獨有的手法，重箱等板物所用的木材採用日本厚朴和連香樹，圓形物品則採用圓齒水青岡和日本七葉樹等等。此外，還有鐵鏽塗、金蟲喰塗、木地呂塗、和花塗等等。作品種類涵蓋椀、重箱、膳和盆等等。第二次世界大戰後，會津塗在早期便開發金屬製、陶瓷製和塑膠製，並且引入了腰果塗料，維持了其地位。

## 外部連結
- 会津漆器協同組合公式ページ （页面存档备份，存于）
- 伝統工芸青山スクエア （页面存档备份，存于）